# Isabelle Stassinon
Isabelle Stassinon, född 1743, död 1799, var en nederländsk sångare. 
Hon var dotter till Johannes Stassinon och Clara Deswarte och gifte sig 1763 med Jacques Toussaint Dominique Neyts (1727-1794), direktör för det kringresande flamländsktalande operasällskapet Vlaamse Opera. 
Hon uppträdde som sångare i privathus som barn, och upptäcktes av Jacques Toussaint (Jacob) Neyts, som engagerade henne i sitt operasällskap 1758, där hon blev primadonna och huvudsångerska. Mellan 1760 och 1780 reste den flamländska operan av bröderna Neyts mycket och ofta under längre perioder i republiken. Föreställningar är främst kända i Haag, Leiden, Rotterdam, Haarlem, Utrecht, Nijmegen, Amsterdam och Leeuwarden.
Hon orsakade skandal när hon 1765 rymde med Jan Willem Floris greve van Welderen (1731-1786), men paret infångades av myndigheterna i Paris.
Operasällskapet delade sin tid mellan Nederländerna och Österrikiska Nederländerna: under åren 1765-1767 spelade truppen huvudsakligen i Flandern: 1768 var de dock tillbaka och de spelade i Amsterdamse Schouwburg hela sommaren och 1769; 1770-1771 befann sig truppen i Leiden, Haag och Haarlem; åren 1776-1777 tillbringade Neyts trupp i Flandern, och från december 1780 till februari 1781 i Utrecht, som var sista gången truppen spelade i Nederländerna, därefter spelade de endast i Flandern fram till 1789, då de gjorde en turné till Frankrike. 
Hon var en på sin tid berömd och populär sångare i Nederländerna och Belgien, och förekom ofta i samtida media och pamfletter och samtida satir och karikatyrer; eftersom hon var engagerad i ett kringresande sällskap är dock informationen om henne begränsad.  
Jacob Neyts dog i juli 1794 i Boulogne-sur-Mer. Efter hans död återvände Isabelle Stassinon till Brygge, där hon tillsammans med sin son Jean-Célestin (1766-1839) drev en tobaksaffär på Eiermarkt som hette "In Amsterdam".